# Cora Berliner
Pour les articles homonymes, voir Berliner.
Cora Berliner, née le 23 janvier 1890 à Hanovre et morte en 1942, vraisemblablement à Maly Trostinez, est une économiste et spécialiste des sciences sociales allemande et une pionnière du travail social. Elle est aussi la première femme à travailler dans un ministère du Reich, en 1920. Par ailleurs elle est engagée dans le monde associatif où elle occupe des postes de direction dans plusieurs grandes organisations juives en Allemagne. Elle milite pour une meilleure intégration des filles et contre l'antisémitisme. Après avoir aidé de nombreux juifs à quitter l'Allemagne, elle est arrêtée comme juive et meurt en déportation à une date inconnue.

## Biographie

### Jeunesse et formation
Cora Berliner est la dernière des cinq enfants de Manfred Berliner (de) et Hanna Dessau. Son père est le fondateur de la plus ancienne école commerciale privée de Hanovre et un économiste commercial respecté, sa mère est issue d'une famille de marchands de Hambourg. Son frère Siegfried Berliner (de) est physicien. Les frères Emil Berliner, inventeur du phonographe, Jacob Berliner (de), entrepreneur et Joseph Berliner (de), inventeur sont ses oncles.
Cora Berliner reçoit une éducation inhabituelle pour une fille de son époque, même parmi les familles intellectuelles. 
Après avoir fréquenté une école secondaire, elle étudie les mathématiques à Fribourg et Göttingen (ou Hanovre selon les sources) mais cette discipline ne lui permet pas suffisamment de relations avec les gens et elle se réoriente vers les sciences politiques et sociales à Berlin et à Heidelberg, obtenant son doctorat en 1916 avec distinction, avec une thèse sous la direction d'Emil Lederer à Heidelberg sur « L'organisation de la jeunesse juive en Allemagne. Une contribution à la systématique de l'aide à la jeunesse et du mouvement de jeunesse ». 

### Engagement associatif
Cora Berliner est très tôt animée par une volonté d'aider et de partager. Dès l'âge de 15 ou 16 ans, elle est bénévole à l'aide juive dans les gares, qui soutient les réfugiés juifs de Russie pendant leur passage dans les gares allemandes. En 1909, elle devient membre du conseil d'administration des cours académiques pour travailleurs et prend la parole lors de ces cours. Pendant ses études, elle s'engage pour et avec la jeunesse juive. Elle milite notamment pour que les filles soient autorisées à devenir membres des associations de jeunesse, avec des droits égaux et sans restrictions. Afin de créer davantage de liens entre les communautés juives et non juives, elle plaide pour une «éducation au judaïsme» chez les non juifs et l'éducation de la jeunesse juive à être des Allemands loyaux qui doivent remplir leurs devoirs civiques. Elle-même se considère comme une juive libérale, mais surtout comme une citoyenne allemande.
De 1910 à 1924, Cora Berliner est active dans la Fédération des associations de jeunesse juive (Verband der jüdischen Jugendvereine Deutschlands, VJJD) successivement comme cheffe de département, directrice générale et présidente du conseil d'administration à Heidelberg. Elle y donne des conférences sur le thème « La travailleuse sociale dans l'administration municipale » en 1918. En 1919, Cora Berliner est élue première présidente du VJJD avec 277 voix et seulement deux contre. Elle reste à ce poste jusqu'en 1924 mais continue ensuite à participer aux conférences, est élue présidente de la conférence annuelle et conseillère honoraire du comité administratif de mai 1928.
Le 26 novembre 1911, Cora Berliner est élue à la tête du département de l'Organisation de la jeunesse féminine (Organisation der weiblichen Jugend).
Son engagement en faveur des filles juives porte des fruits : de nombreuses filles rejoignent le VJJD et, pour la première fois 25 déléguées assistent à la conférence de l'association en mai 1913. Cora Berliner s'oppose aussi vigoureusement à l'antisémitisme du mouvement de jeunesse Wandervogel, qui n'accepte aucun jeune juif dans ses rangs. De façon générale, elle s'oppose à l'antisémitisme croissant dans la société.

### Carrière
Ses études terminées, Cora Berliner retourne à Berlin en 1916 et travaille comme cheffe de service à l'administration de Schöneberg. Elle est responsable de l'approvisionnement de la population en nourriture - une tâche importante et difficile au milieu de la Première Guerre mondiale.
Le 23 février 1919, elle est élue au conseil municipal de Schöneberg sur la liste du Parti démocrate allemand. Jusqu'en 1919, elle travaille comme employée dans l'administration municipale de Schöneberg.
En 1919, Cora Berliner entre dans la fonction publique comme employée au ministère de l'Économie du Reich comme responsable des questions de protection des consommateurs et de la coopérative. Selon le Vossische Zeitung du 4 janvier 1920, elle est la première femme dans un ministère du Reich,. D'après certaines sources, elle a une liaison amoureuse avec son supérieur Hans Schäffer, qui reste secrète, celui-ci étant marié et père de famille
En 1923, Cora Berliner est nommée conseillère du gouvernement et une des cheffes de l'Office économique du Reich. Dans ce cadre, elle est chargée, entre autres, de la lutte contre l'inflation, de l'implication des travailleurs dans la gestion de certaines entreprises et rencontre les personnalités les plus importantes de la République de Weimar. De 1924 jusqu'à l'arrivée au pouvoir des nazis en 1933, elle est l'assistante du directeur de l'Office statistique du Reich, impliquée dans la conversion de la politique commerciale étrangère allemande à la monnaie d'or afin de stabiliser la monnaie allemande. 
En 1927, elle est, durant six mois, conseillère au service économique de l'ambassade d'Allemagne à Londres. En 1930, elle devient professeure d'économie à l'Institut de formation professionnelle à Berlin.

### Le nazisme
Après l'arrivée au pouvoir des nationaux-socialistes en 1933, les juifs sont exclus de la fonction publique et Cora Berliner perd son emploi.  
Elle participe à la fondation du Comité central pour l'aide et le développement en avril 1933 (Zentralausschusses für Hilfe und Aufbau) en tant que représentante de l'Association centrale des citoyens allemands de confession juive (Central-Verein deutscher Staatsbürger jüdischen Glaubens, CV). Employée par le Comité central, elle traite à nouveau des problèmes de la jeunesse juive, de son éducation, de sa formation et de sa reconversion ainsi que de la recherche de travail et des opportunités d'émigration.  
Au début de l'été 1933, elle travaille à la Reichsvertretung der deutschen Juden. Elle est élue vice-présidente de la Ligue des femmes juives en 1934 et occupe ce poste durant trois ans. Elle est cheffe du département des statistiques et responsable des questions économiques et sociales. Au cours de ces années, elle écrit des rapports sur les difficultés économiques des Juifs allemands après la montée au pouvoir des nazis et souligne la situation particulièrement difficile des femmes juives. En 1934, elle écrit notamment un rapport économique sur la privation du droit de vote de la population juive. 
En 1936, elle se rend en Palestine pendant trois semaines pour évaluer les conditions de vie des Juifs allemands émigrée et s'en servir pour d'autres projets d'émigration. À son retour elle rédige un rapport intitulé Unpolitische Reise nach Palästina (Voyage apolitique en Palestine) qu'elle en publie pas.  
Après la nuit de cristal, en novembre 1938, la Reichsvertretung est fermée et la plupart des dirigeants masculins sont arrêtés. Elle est ensuite ré-ouverte sous le nom d'Association des Juifs du Reich en Allemagne (Reichsvereinigung der Juden in Deutschland, RV) et devient l'organisation obligatoire pour tous les Juifs allemands. Cora Berliner est une des responsables du service des migrations et noue des relations avec les consulats et les ambassades des pays qui acceptent les Juifs. Elle est particulièrement préoccupée par l'émigration des femmes et des filles,. À l'été 1939, elle se rend en Suède en quête d'hébergement pour quatre cents Juifs allemands. Alors qu'elle se démène pour permettre aux juifs de quitter l'Allemagne, que la plupart des membres de sa famille sont partis aux États-Unis, que certains de ses amis sont déjà déportés ou assassinés, que Hans Schäffer tente de la convaincre de le rejoindre en Suède, elle choisit de rester en Allemagne, ne voulant pas partir avant d'avoir aidé tous ceux qu'elle aime. En octobre 1941, alors que les Juifs sont interdits de quitter le pays, elle essaie encore d'en sauver au moins quelques-uns. Il semble qu'elle essaie d'obtenir un « affidavit », un document requis pour entrer en Amérique mais il est déjà trop tard,.

### Déportation
Le 26 juin 1942, Cora Berliner est déportée à Minsk dans le 16e Osttransport (transport vers l'est) avec d'autres employés de l'Association des juifs d'Allemagne,. On perd la trace de Cora Berliner à partir de ce moment. Il est cependant établi que le convoi atteint Minsk deux jours plus tard et que les personnes déportées sont assassinées peu après dans le camp d'extermination de Maly Trostinez. La date exacte de la mort de Cora Berliner est inconnue,. 
Une pierre commémorative est placée sur la tombe familiale de son oncle Joseph Berliner, au cimetière juif de Hanovre, An der Strangriede. 
Les archives de Cora Berlier, rassemblées par son biographe Esriel Hildesheimer, sont conservées au Center for Jewish History.

## Honneurs

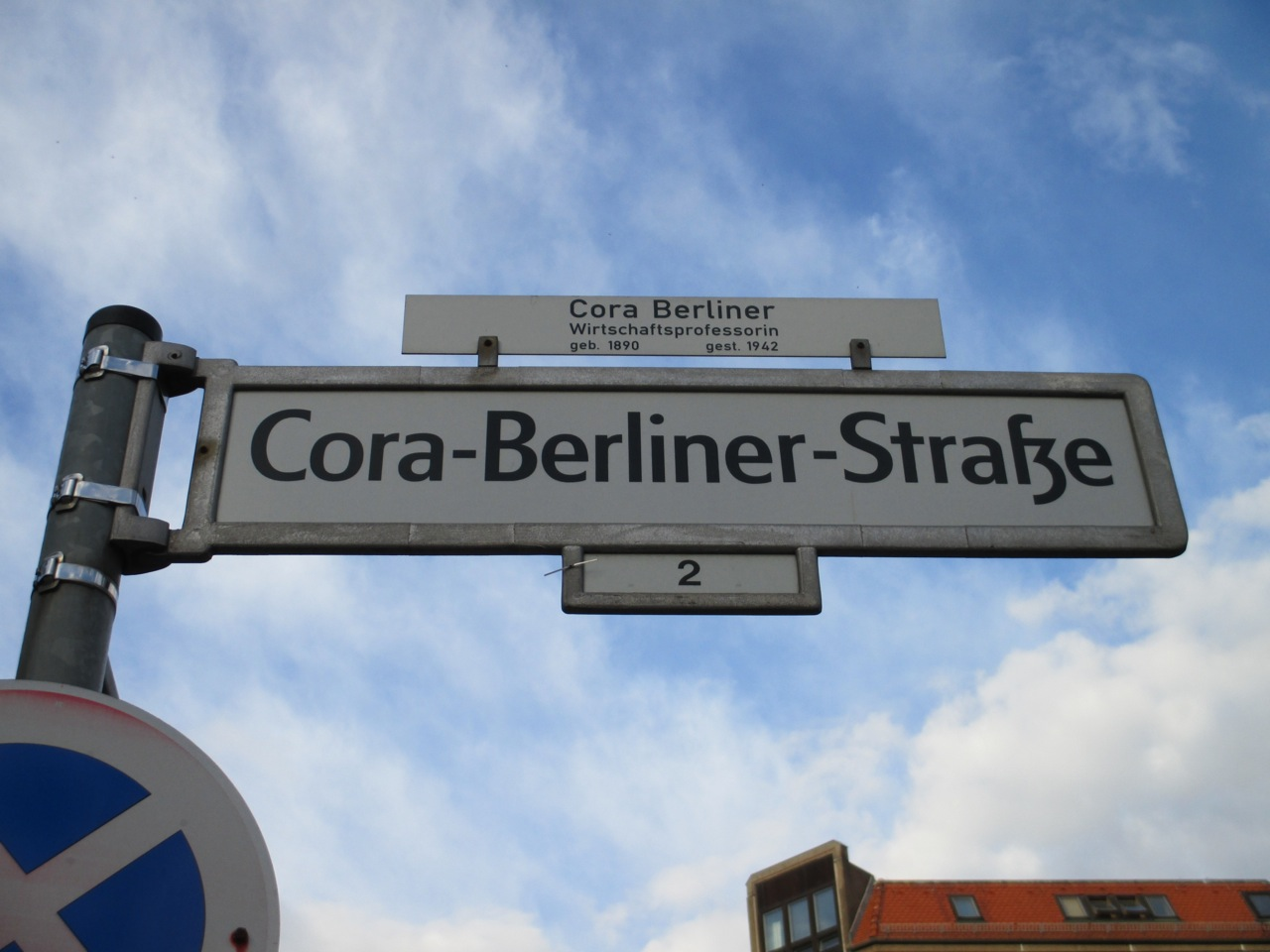
Plaque de rue de Berlin Cora-Berliner-Strasse

Depuis 2001, une école de Hanovre, la Berufsbildende Schulen Cora Berliner Bildungszentrum der Region Hannover für Wirtschaft und Handel porte son nom.
À Berlin-Mitte, une rue proche du Mémorial aux Juifs assassinés d'Europe porte le nom de Cora Berliner, depuis 2005.
À Hanovre-Mitte, la voie piétonne et cyclable entre l'opéra et le Mémorial aux juifs assassinés de Hanovre (de) porte également son nom.
Le 29 octobre 2013, un Stolperstein, pierre d' achoppement, est posé en hommage devant son ancienne maison à Berlin-Wilmersdorf, Emser Straße 37.

## Publications
- (de) Die Organisation der jüdischen Jugend in Deutschland: Ein Beitrag zur Systematik der Jugendpflege und Jugendbewegung. Thèse de doctorat, Heidelberg, Berlin, Verbandes des jüdischen Jugendvereine Deutschlands, 1916. 67 p. Lire en ligne
- (de) Die Frauen-Auswanderung. Dans : Jüdisches Nachrichtenblatt, 1939, no 56 (14 juillet 1939), p. 2 Lire en ligne.